# James Browne (Leichtathlet)
James Browne (* 15. Juni 1966) ist ein ehemaliger antiguanischer Leichtathlet, der sich auf den Weit- und Dreisprung spezialisiert hatte.
Browne trat bei den Olympischen Spielen 1988 in Seoul an. Im Weitsprungwettkampf belegte er Platz 17.
Im Dreisprung stellte er mit 16,54 Meter am 12. April 1990 einen nationalen Rekord in San Angelo, Texas auf.
Er war Student der Abilene Christian University in Texas, wo er auch Mitglied des Universitätssportteams Abilene Christian Wildcats war.